# ヴィルヘルム・フォン・ヘッセン＝カッセル＝ルンペンハイム

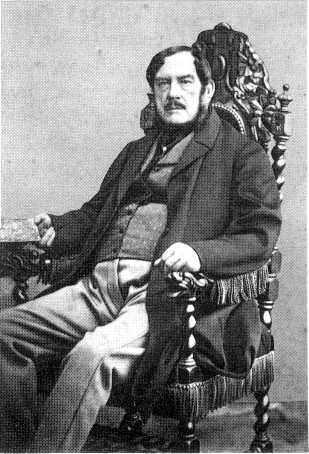
ヴィルヘルム10世

ヴィルヘルム・フォン・ヘッセン＝カッセル（Wilhelm von Hessen-Kassel, 1787年12月24日 - 1867年9月5日）は、ヘッセン選帝侯家の公子で、デンマークのコペンハーゲン都督を務めた。ヘッセン＝カッセル＝ルンペンハイム方伯の称号を有し、ヴィルヘルム10世（Wilhelm X. von Hessen-Kassel-Rumpenheim）とも呼ばれる。

## 生涯
ヘッセン＝カッセル＝ルンペンハイム方伯フリードリヒ（3世）とその妻でナッサウ＝ウジンゲン侯カール・ヴィルヘルムの娘カロリーネ・ポリクセネの間の長男として生まれた。1837年に父が死ぬと、ヴィルヘルムはヘッセン＝カッセル＝ルンペンハイム方伯の称号を受け継ぎ、弟たちとの共同財産としてルンペンハイム宮殿（de）とその所領を相続した。
父の遺言に従い、ヴィルヘルムは2年ごとにルンペンハイム方伯家の全成員が集まってスポーツに興じる「ルンペンハイム一族の集いの日」という行事を始めた。この行事は、ドイツ諸侯の分家に過ぎないヘッセン＝ルンペンハイム家が19・20世紀を通じてヨーロッパ諸王家との通婚関係によって繁栄する上で、重要な役割を果たした。
ヴィルヘルムは最初、ヘッセン選帝侯領の歩兵隊将軍を務めてヘッセン第2歩兵連隊を指揮したが、後にデンマーク軍で名誉的な将軍の地位を与えられ、コペンハーゲン都督を務めている。
1866年に選帝侯位を追われた従甥のフリードリヒ・ヴィルヘルム1世は貴賤結婚により自分の息子たちに後を継がせられないため、分家であるヴィルヘルムの子孫がヘッセン＝カッセル家の家督とヘッセン選帝侯位請求者の地位を受け継いだ。

## 子女
1810年11月10日、コペンハーゲンのアメーリエンボー宮殿において、デンマーク王子フレゼリクの娘ルイーセ・シャロデと結婚した。妻の兄はデンマーク王クリスチャン8世である。夫妻は間に6人の子女をもうけた。
- カロリーネ（1811年 - 1829年）
- マリー（1814年 - 1895年） - 1832年、アンハルト＝デッサウ公子フリードリヒ・アウグストと結婚
- ルイーゼ（1817年 - 1898年） - 1842年、デンマーク王クリスチャン9世と結婚
- フリードリヒ・ヴィルヘルム（1820年 - 1884年） - ヘッセン＝カッセル家家長
- アウグステ（1823年 - 1899年） - 1854年、カール・フレゼリク・フォン・ブリクセン＝フィネケ男爵と結婚
- ゾフィー（1827年）